# توازي البيانات

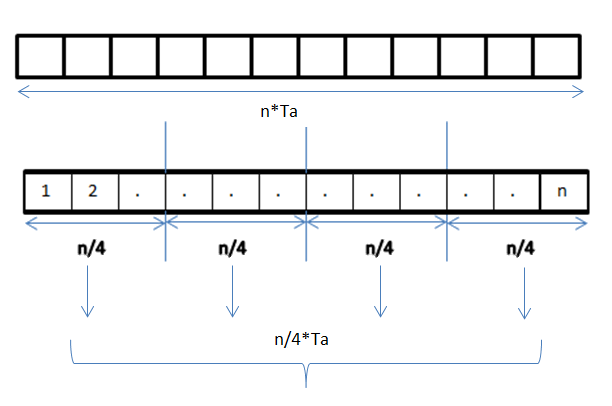
تنفيذ المهام المتسلسل مقابل البيانات المتوازية

توازي البيانات هو التوازي عبر معالجات متعددة في بيئات الحوسبة المتوازية . وهو يركز على توزيع البيانات عبر العقد المختلفة، التي تعمل على البيانات بالتوازي. ويمكن تطبيقه على هياكل البيانات العادية مثل المصفوفات أو الصفيفات من خلال العمل على كل عنصر بالتوازي. وهو يُناقض توازي المهام وهي الشكل الآخر من أشكال التوازي.